# Митт де Шевриер, Жак
Жак Митт де Шевриер (фр. Jacques Mitte de Chevrières; 28 августа 1549, Шевриер — 9 мая 1606, замок Сетем (Дофине), сеньор де Шевриер и де Сен-Шамон — французский генерал и дипломат.

## Биография
Младший сын Жана IV Митта де Мьолана (ум. 1574), сеньора де Шевриера, и Франсуазы Марешаль.
После смерти пяти старших братьев стал единственным наследником земель Шевриер, Шателю, Вирисель, Лавалла, Дуазьё, Грезьё, Ле-Сози; Ле-Гаре в Божоле; Монс и Линьон в Веле; Ле-Парк, Сенозан, Сен-Мартен и Ла-Саль в Маконне; Орнасьё и Ле-Кутан в Дофине; Жарсьё, Серв, Анжу, Фараман, Мьолан в Савойе; и Ла-Вейер в Бресе.
В ходе религиозных войн участвовал в битвах при Жарнаке и Монконтуре, осадах Ла-Рошели, Иссуара (1577), Ла-Мюра (1580). 3 сентября 1580 стал капитаном пятидесяти тяжеловооруженных всадников, 25 апреля 1587 получил роту из двухсот пехотинцев. Участвовал в разгроме рейтаров в бою под Вимори (1587), где его пехотный полк (1200 человек) был признан в числе наиболее отличившихся.
23 августа 1588 был произведен в кампмаршалы. В разное время командовал войсками в Дофине, Лионне, Форе и Божоле, взял Ле-Бур-Дюизан и Вьен с замками Пипе и Ла-Басти, а также овладел крепостями Ривери, Монтрон, Тизи, Роштайе, Шарльё, и прочими. После смерти Генриха III принял сторону Католической лиги и стал ее генеральным наместником в Лионне.
4 сентября 1590 был арестован по доносу маркизом де Сен-Сорленом, губернатором Лиона в отсутствие герцога Немурского; его подозревали в намерении предать Лигу и признать Генриха IV, и заключили в Пьер-Ансиз. 3 ноября Митт де Шевриер был отпущен по требованию дворянства, а герцоги Майенский и Немурский принесли ему извинения. После этого он основательно укрепился в семейной резиденции в Сен-Шамоне, где установил орудийную батарею и расположил пушки в различных пунктах на подступах к замку.
Митт де Шевриер перешел на сторону Генриха IV после его коронации в Шартре 27 февраля 1594. 13 июля того же года был назначен государственным советником, 20 сентября 1595 наместником губернаторства Веле. 15 февраля 1601 в Париже король назначил его генеральным наместником Лионне; зарегистрирован в этом качестве в Лионской ратуше 26-го.
В 1602 году был чрезвычайным послом в Пьемонте, где обсуждал выполнение условий заключенного годом ранее Лионского договора.
В 1595 году король пригласил Шевриера приехать в Париж к 1 января следующего года на пожалование ордена Святого Духа, но тот отговорился болезнью жены. Был пожалован в рыцари орденов короля 2 января 1599.
Пуллен де Сен-Фуа пишет, что Генрих IV показал список рыцарей этого пожалования коннетаблю Монморанси и маршалу Орнано, и те удивились, не найдя там имени Шевриера. «Вы правы, — сказал король, — он служит мне в своей провинции со всем возможным мужеством и усердием, но мы его никогда не видим; я сейчас же исправлю свою ошибку». По словам историографа ордена Святого Духа, Жак Митт де Шевриер покидал свое наместничество только когда этого требовали честь и долг, и находил пребывание при дворе обременительным.

## Семья
1-я жена (1577): Габриель де Сен-Шамон (1547—1596), единственная дочь и наследница Кристофа, сеньора де Сен-Шамона, и Луизы д’Ансезюн
Дети:
- Жан (ум. юным)
- Клод (ум. юным)
- Клод (ум. юной)
- Мелькиор (1586—10.09.1649), маркиз де Сен-Шамон. Жена (1610): Изабо де Турнон, дочь Луи-Жюста де Турнона, графа де Руссильона, и Мадлен де Ларошфуко
- Луи (ум. юным)
- Гаспарда Митт (ум. 13.07.1624). Муж 1) (контракт 24.12.1595): Жан-Тимолеон де Бофор, маркиз де Канийяк, королевский наместник в Оверни; 2) (1604): Клод IV де Лобеспин (1574—1619), маркиз де Шатонёф; 3) (19.12.1620): Анри де Лашатр, граф де Нансе
- Анн (ум. юной)

2-я жена (контракт 26.02.1601): Габриель де Гадань, дочь Гийома де Гаданя, сеньора де Ботеона, и Жанны де Сюньи
Дети:
- Жан-Франсуа Митт де Мьолан (1602—19.10.1621) сеньор дю Парк и де Сенозан. Получил Мьолан от старшего брата в обмен на Дуазьё. Жалованной грамотой Людовика XIII, данной в Фонтенбло в апреле 1620 и зарегистрированной Гренобльской Счетной палатой 10 июля 1621, баронии Жарсё и Анжу были соединены и возведены в его пользу в графство под названием Анжу. Отличился при осадах Сен-Жан-д’Анжели и Клерака (1621), в том же году командовал пехотным полком и погиб при взыве мины во время осады Монтобана[10]
- Мари (ум. юной)
- Клодин (ум. юной)
- Жак (1606—1618)